# Drymusa spelunca
Drymusa spelunca is een spinnensoort uit de familie Drymusidae. De soort komt voor in Brazilië.